# Championnats des Seychelles de cyclisme sur route
Les championnats des Seychelles de cyclisme sur route sont les championnats nationaux de cyclisme sur route organisés par la Fédération des Seychelles de cyclisme.

## Élites Hommes

### Podiums de la course en ligne
| Année     | Vainqueur         | Deuxième            | Troisième            |
| --------- | ----------------- | ------------------- | -------------------- |
| 1985      | Roland Hoareau    | ???                 | ???                  |
| 1986      | Sam Rignace       | ???                 | ???                  |
| 1987      | Sam Rignace       | ???                 | ???                  |
| 1988      | Lucas Georges     | ???                 | ???                  |
| 1989      | Lucas Georges     | ???                 | ???                  |
| 1990      | Sam Rignace       | ???                 | ???                  |
| 1991      | Lucas Georges     | ???                 | ???                  |
| 1992      | Lucas Georges     | ???                 | ???                  |
| 1993      | Gustave Siméon    | ???                 | ???                  |
| 1994      | Lucas Georges     | ???                 | ???                  |
| 1995      | Gilbert Figaro    | ???                 | ???                  |
| 1996      | Garry Gappy       | ???                 | ???                  |
| 1997      | Hedson Mathieu    | ???                 | ???                  |
| 1998      | Hedson Mathieu    | ???                 | ???                  |
| 1999      | Hedson Mathieu    | ???                 | ???                  |
| 2000      | Hedson Mathieu    | ???                 | ???                  |
| 2001      | Hedson Mathieu    | ???                 | ???                  |
| 2002      | Andy Rose         | ???                 | ???                  |
| 2003      | Hedson Mathieu    | ???                 | ???                  |
| 2004      | Hedson Mathieu    | ???                 | ???                  |
| 2005      | Hedson Mathieu    | ???                 | ???                  |
| 2006      | Hedson Mathieu    | ???                 | ???                  |
| 2007      | Hedson Mathieu    | Bertrand Lesperance | Jim Melanie          |
| 2008      | Francis Louis     | Ricky Rosalie       | Andy Rose            |
| 2009      | Andy Rose         | Francis Louis       | Hedson Mathieu       |
| 2010      | Andy Rose         | Francis Louis       | Hedson Mathieu       |
| 2012      | Edward Pothin     | ???                 | ???                  |
| 2013      | Dominic Arrisol   | Chris Germain       | Fadi Confiance       |
| 2014      | Ahmad Arissol     | Bertrand Lesperance | Peter Laphonse       |
| 2015      | Ahmad Arissol     | Fadi Confiance      | Edrick Roucou        |
| 2016      | Ahmad Arissol     | Dominic Arrisol     | Xerxes Larue         |
| 2017      | Miguel Mathieu    | Dominic Arrisol     | Mario Ernesta        |
| 2019      | Miguel Mathieu    | Ahmad Arissol       | Jean-Yves Souyave    |
| 2020-2021 | Pas organisé      | Pas organisé        | Pas organisé         |
| 2022      | Stephen Belle     | Bertrand Lesperance | Ahmad Arissol        |
| 2023      | Jean-Yves Souyave | Ahmad Arissol       | Stephen Belle        |
| 2024      | Jean-Yves Souyave | Jayden Sinon        | Richard Jeff Esparon |
| 2025      | Jahdel Gabriel    |                     |                      |

Multi-titrés
- 10 : Hedson Mathieu
- 5 : Lucas Georges
- 3 : Sam Rignace, Andy Rose
- 2 : Ahmad Arissol, Miguel Mathieu, Jean-Yves Souyave

### Podiums du contre-la-montre
| Année | Vainqueur         | Deuxième        | Troisième         |
| ----- | ----------------- | --------------- | ----------------- |
| 2008  | Andy Rose         | Francis Louis   | Edward Pothin     |
| 2009  | Andy Rose         | ???             | ???               |
| 2010  | Andy Rose         | ???             | ???               |
| 2013  | Dominic Arrisol   | Chris Germain   | Edward Pothin     |
| 2014  | Xerxes Larue      | Fadi Confiance  | Ricky Rosalie     |
| 2015  | Ahmad Arissol     | Dominic Arrisol | Edrick Roucou     |
| 2016  | Dominic Arrisol   | Ahmad Arissol   | Miguel Mathieu    |
| 2017  | Dominic Arrisol   | Xerxes Larue    | Fadi Confiance    |
| 2023  | Ahmad Arissol     | Mario Ernesta   | Jean-Yves Souyave |
| 2024  | Jean-Yves Souyave |                 |                   |
| 2025  | Jahdel Gabriel    |                 |                   |